# Stade Kashiwa
 (novembre 2023).
Si vous disposez d'ouvrages ou d'articles de référence ou si vous connaissez des sites web de qualité traitant du thème abordé ici, merci de compléter l'article en donnant les références utiles à sa vérifiabilité et en les liant à la section « Notes et références ».
Le Stade Kashiwa (en  柏スタジアム (柏スタジアム)) de son nom complet est appelé Stade Sankyo Frontier Kashiwa par contrat de Naming est un stade de football, situé à Kashiwa, dans la préfecture de Chiba au Japon.
Inauguré en 1985, il est le terrain de jeu du Kashiwa Reysol. Propriété de l'entreprise japonaise d'électronique Hitachi, il a connu des rénovations à plusieurs reprises pour atteindre les 15 349 places.
En février 2018, un accord sur les droits de dénomination a été signé et le stade a été renommé en Stade Sankyo Frontier Kashiwa. 